# 電車カードゲーム テツダマシィ
『電車カードゲーム テツダマシィ』（TETSUDOH TAMASHII）は、アトラス発売のキッズ向け鉄道トレーディングカードアーケードゲーム。2011年7月21日より稼働開始、2013年春には稼動終了し、順次『けいおん! 放課後リズムタイム 』へ入れ替え。

## 概要
『極上!!めちゃモテ委員長 クルモテ ガールズコンテスト!』稼動終了に伴い同筐体を流用した、アトラスブランド初の鉄道を題材にした子供向けのカードゲーム。『鉄道模型シミュレーター』を開発したアイマジックの3DCGモデルを使用しており、プレイヤーは電車運転士となり運転バトルを行う。

## 遊び方
2つの運転コースを決め、カードを2枚スキャンして運転バトルを開始。
運転バトルはルーレットによって行い、内側のテツドーマークと外側の制限解除・速度制限を画面の指示に従ってボタンを押していく。
バトルの後はボーナスステージであるザ・テツダマシィラインに突入。画面の指示に合わせボタンを押していく。

## テツダマシィカード
カードは新幹線、特急、電車の3種類。
第1弾
- 新幹線カード - JR東日本・E5系はやぶさ、JR東日本・E2系はやて、JR東海・923型ドクターイエロー、JR東海・N700系のぞみ、JR東海&JR西日本・0系ひかり、JR西日本・500系こだま、JR九州・新800系つばめ、JR九州・N700系8000さくら、JR九州・N700系8000みずほ
- 特急カード - JR北海道・DD51,24系北斗星、JR東日本・EF510,E26系カシオペア、JR東日本・EF259系成田エクスプレス、JR東日本・E351系スーパーあずさ、JR東日本・E751系つがる、JR東海&JR西日本・285系サンライズ出雲、JR東海・383系ワイドビューしなの、JR西日本・EF81,24系トワイライトエクスプレス、JR西日本・683系サンダーバード
- 電車カード - JR北海道・国鉄キハ22型白糠線、JR東日本・E231系500山手線、JR東日本・201系中央特快、JR東日本・E233系1000京浜東北線、JR東海・313系新快速、JR東海・国鉄80系東海道本線、JR西日本・117系新快速、JR西日本・221系大和路快速、JR西日本・221系みやこ路快速

## リリース
- 2011年7月16日 第1弾稼働。